# Teater i Indien

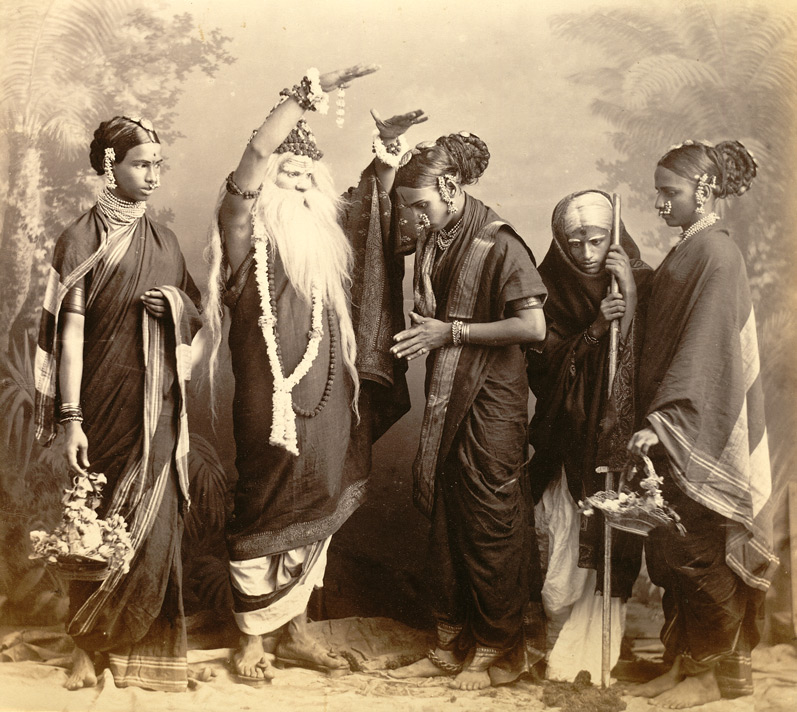
En teatergrupp i Mumbai 1870.

Den tidigaste formen av teater i Indien var Sanskrit-teatern. Dess historia tog vid efter den grekiska och romerska teatern men före teaterverksamhet kom igång i andra delar av Asien. Teaterns historia i Indien antas ha påbörjats ett par hundra år före Kristus till hundra år efter Kristus och första årtusendet av teater räknas som en glansperiod med 100-tals skrivna pjäser.

## Historik

### Sanskrit-teater

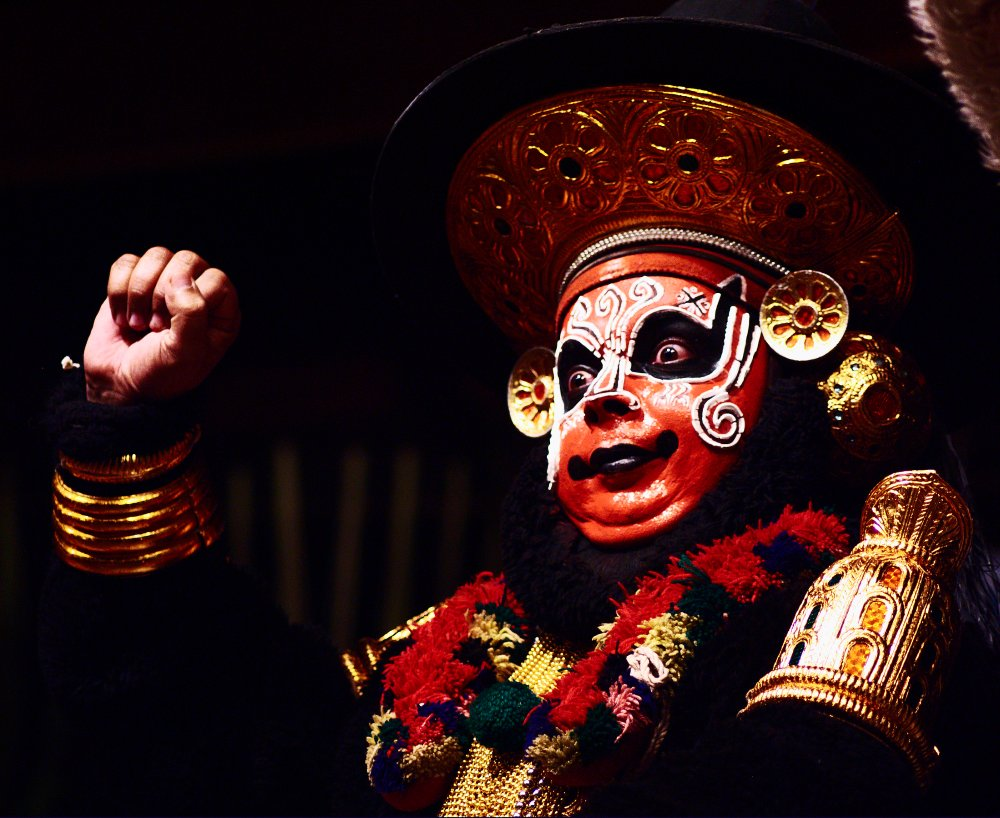
Sanskrit-teater

De äldsta bevarade fragmenten från Sanskrit-drama härrör från första århundrades efter Kristus. Huvudbeviset för Sanskrit-dramatik är A Treatise on Theatre (Nātyaśāstra), ett kompendium som tros ha skapats omkring tiden för Jesu födelse, plus/minus ett par hundra år, och författaren tros vara Bharata Muni. I skriften berättas om allehanda kulturformer, såsom skådespeleri, dans, musik, drama, teaterarkitektur, kostymdestign och make-up. Dessutom tas företagsorganisation och publik upp.

## Kända grupper och teaterföretag
- Act One
- Nandikar
- Ninasam
- Rangayana
- Ranga Shankara
- Prithvi Theatre
- Theatre Roots & Wings
- Platform for Action in Creative Theater
- Dramanon
- Indian People's Theatre Association
- Chilsag Chillies Theatre Company
- Theatre Formation Paribartak
- Indianostrum Théâtre
- Arpana
- Swatantra Theatre
- Ekjute
- Thespo
- Q Theatre Productions (QTP)
- Mandap
- Samahaara
- Ideas unlimited - Gujarati
- ofk natya kala sanstha,jabalpur
- Ideal Drama And Entertainment Academy (IDEA)Mumbai
- Satadal
- Yuva Pratibha Sanskritik Manch- Gwalior Madhya Pradesh
- (ANVESHAN-exploring life through theatre NOIDA (U.P.)

## Kända teatrar
- Academy of Fine Arts, Calcutta (Ranu Mukherjee Mancha)
- Rabindra Sadan